# Гарленда
Гарленда (итал. Garlenda) је насеље у Италији у округу Савона, региону Лигурија.
Према процени из 2011. у насељу је живело 957 становника. Насеље се налази на надморској висини од 64 м.

## Становништво
| 1936. | 1951. | 1961. | 1971. | 1981. | 1991. | 2001. | 2011. |
| ----- | ----- | ----- | ----- | ----- | ----- | ----- | ----- |
| 531   | 476   | 401   | 393   | 524   | 748   | 957   | 1.214 |